# نظریه دومینو

شرح تصویری تئوری دومینو همان‌طور که در آسیا پیش‌بینی شده بود

تئوری دومینو از دهه ۱۹۵۰ تا دهه ۱۹۸۰ تئوری بسیار مهم و حساسی بود، بر این باور که زمانی که یک کشور در منطقه‌ای از جهان تحت نفوذ کمونیسم قرار می‌گیرد کشورهای اطراف هم مانند ویژگی دومینو آن را دنبال می‌کنند.
تئوری دومینو در طول جنگ سرد به منظور توجیه نیاز به مداخله آمریکا در سراسر جهان و محقق شدن این امر با مدیریت ایالات متحده به‌طور مستمر به کار بسته شد.
هر چند رئیس‌جمهور دوایت آیزنهاور هرگز به صورت مستقیم از اصطلاح تئوری دومینو استفاده نکرد اما در یک کنفرانس خبری در ۷ آوریل ۱۹۵۴ زمانی که به کمونیسم در منطقه هند و چین (ویتنام) اشاره می‌کرد این تئوری را مطرح کرد:
در نهایت، توجه و دیدگاه گسترده‌تری خواهید داشت که قطعاً بدین موضوع اشاره دارد که آن را اصل «ریزش دومینو» می‌نامید. شما یک ردیف از چیدمان مهره‌های دومینو را دارید و به اولین مهره ضربه می‌زنید، و چیزی که برای مهره آخر اتفاق می‌افتد قطعاً حقیقتی ست که بسیار سریع رخ خواهد داد. پس شما می‌توانید شروع به جدا کردن مهره‌ها کنید که عمیق‌ترین مداخلات را در پی خواهد داشت.
با وجود آنکه اصطلاح تئوری دومینو در آغاز تنها برای کشورهای خاور دور چون چین و اندونزی مطرح شده بود اما طی دهه‌های پس از آن تاکنون در عرصه سیاست جهانی این نوع دیدگاه برای تمام مرزهای شوروی به ویژه در خاورمیانه به کار برده شده‌است.
در جنگ ویتنام شکست کشورهای متحد با ویتنام جنوبی همچون ایالات متحده، به عنوان نقطه آگاهی جهانی نسبت به ویژگی دومینوی کمونیسم شوروی و پیروزی ایالات متحده شناخته شد و سال‌ها بعد با فروپاشی اتحاد جماهیر شوروی، خروج کشورهای پساشوروی از این اتحاد طی سال‌های ۱۹۹۰ و ۱۹۹۱ به عنوان نقطه پایانی جنگ سرد شناخته شد. پانزده سال بعد، هم‌زمان با آغاز جریان انقلاب نارنجی اکراین طی سال‌های ۲۰۰۴ تا ۲۰۰۶، بر سر اینکه ناکامی جهت‌گیری سرمایه‌داری روسیه طی دهه ۱۹۹۰ موجب شده‌است تا سیاست‌های مداخله‌گرانهٔ ولادیمیر پوتین و روسیه از سر گرفته شود گمانه‌زنی شد. ۱۰ سال بعد هم‌زمان با رویداد انقلاب ۲۰۱۴ اکراین الحاق کریمه رخ داد و جمهوری خودمختار کریمه شکل گرفت. هم‌زمان طی سال‌های ۲۰۱۳ و ۲۰۱۴ فعالان سرشناس کمونیست فارسی‌زبان اتهامات متعدد بی‌اساس و سنگینی را به صورت گسترده به شخصیت‌های مدنی ایرانی چون شیرین عبادی وارد کردند. طی سال‌های ۲۰۰۳ تا ۲۰۱۰ شایعه تحصیل علی خامنه‌ای در دانشگاه دوستی خلق روسیه توسط رسانه‌های دولتی و رسمی روسیه منتشر شد که در رسانه‌ها و منابع کتابخانه‌ای غربی بازتاب داشت و منجر به تیره‌تر شدن روابط ایران و غرب در مذاکرات هسته‌ای می‌شد. در روز اعلام نهایی برنامه جامع اقدام مشترک عدم حضور وزیر امور خارجه روسیه در مقابل پرچم کشورش، توسط شبکه بی‌بی‌سی فارسی با عنوان احتمال نارضایتی مطرح شد. مداخله نظامی روسیه در جنگ داخلی سوریه تحت عنوان مبارزه با داعش و تروریسم، با بمب‌باران مناطق مسکونی و غیر تروریستی و تلفات غیرنظامی بسیاری همراه بود که مورد انتقاد جهانی قرار گرفت. بسیاری از این مناطق بمب‌باران شده از مخالفان بشار اسد -که روسیه از او حمایت می‌کند- بودند. پیش‌تر در کشورهای پساشوروی آسیای مرکزی و میانه مانند تاجیکستان و افغانستان نیز رویدادهای همگام با کمونیسم مانند تغییر خط رسمی زبان فارسی تاجیکی از خط فارسی به خط سیریلیک که مناسب زبان فارسی نیست و موجب شکاف بین فارسی زبانان می‌شود نیز رخ داده بود.

## تاریخچه
در سال ۱۹۴۵ اتحاد جماهیر شوروی بیشتر کشورهای اروپای شرقی و مرکزی را به عنوان قسمتی از توافق‌نامه پس از جنگ جهانی دوم تحت نفوذ خود درآورد.
وینستون چرچیل در سخنرانی خود مشهور به «پرده آهنین» در ۱۹۴۶ در کالج وست‌مینستر در فولتن، میزوری به این موضوع اشاره کرد که:
از استتین (شچچین) در بالتیک تا تریسته در دریای آدریاتیک یک «پرده آهنین» در سراسر قاره کشیده شده‌است. پشت این خط، پایتخت‌های کشورهای باستانی اروپای مرکزی و شرقی قرار دارند. ورشو، پراگ، بوداپست، بلگراد، بخارست و صوفیه؛ همه این شهرهای مشهور و ساکنین اطراف آن در محدوده‌ای واقع شده‌اند که من می‌بایست آن را کرهٔ شوروی بنامم، و همه آن‌ها به یک یا چند شکل، تابع و تحت فرمانروایی هستند، یعنی نه فقط نفوذ شوروی بلکه کنترل بسیار بالا و در برخی موارد رو به افزایش مسکو.
در پی بحران ۱۹۴۶ ایران(غائله آذربایجان) هری ترومن چیزی را اظهار داشت که در ۱۹۴۷ به عنوان دکترین ترومن شناخته شد، تعهدی برای کمک مالی به یونان در طول جنگ داخلی و به ترکیه پس از جنگ جهانی دوم، به امید اینکه این حرکت جلوی پیشرفت کمونیسم به اروپای غربی را بگیرد. اواخر همان سال جرج اف. کنان مقاله‌ای در مجله فارین افیرز نوشت که به عنوان «مقاله ایکس» مشهور شد، که در آغاز به صورت مفصل سیاسیت سد نفوذ ایالات متحده را شرح داده بود، با این استدلال که انتشار و گسترش کمونیسم به کشورهای خارج از یک «منطقه ایمن» اطراف یواس‌اس‌آر، حتی اگر به صورت انتخابات دموکراتیک رخ دهد، غیرقابل قبول و تهدیدی برای امنیت ملی ایالات متحده خواهد بود. کنن همچنین در ایجاد طرح مارشال، همراه کسانی که مدیریت ترومن را همراهی کردند حضور داشت. این طرح در ۱۹۴۷(۱۳۲۶) به منظور کمک رساندن به کشورهای اروپای غربی (و ترکیه و یونان) آغاز شد، با امید حفظ آن‌ها از سقوط کردن تحت سلطه شوروی.
در ۱۹۴۹، دولتی کمونیستی، به رهبری مائو زدونگ(مائو تسه تونگ) در چین برقرار شد (و به صورت رسمی شد جمهوری خلق چین). برقراری دولت جدید پس از آن بود که ارتش آزادی‌بخش خلق، دولت ملی‌گرای جمهوری چین را در پی آمدهای جنگ داخلی چین شکست داد(۱۹۲۷–۱۹۴۹). دو چین شکل گرفته بود - سرزمین اصلی 'چین کمونیستی'(جمهوری خلق چین) و 'چین ملی' تایوان(جمهوری چین). تصاحب پرجمعیت‌ترین ملت جهان توسط کمونیست‌ها، در غرب به عنوان یک شکست استراتژیکی بزرگ دیده شد که در آن زمان یک سؤال جامع را تقویت می‌کرد، "چه کسی چین را از دست داد؟" در پی آن ایالات متحده در پاسخ به تصاحب کمونیستی چین به روابط سیاسی خود با چین پایان داد.
کره همچنین، در پایان جنگ جهانی دوم، تا قسمتی تحت سلطه شوری قرار گرفته بود، و در ۱۹۵۰ جنگ بین کمونیست‌ها و جمهوری خواهان پدیدار شد که به سرعت نیروهای چین را در سمت کمونیستی وارد عمل کرد، و ایالات متحده و ۱۵ کشور هم در سمت جمهوری خواهان متحد شدند. هر چند جنگ هرگز به صورت رسمی پایان نیافت، اما نبرد بین دو جبهه در ۱۹۵۳ با یک آتش‌بس که کره را به دو ملت تقسیم می‌کرد پایان یافت، کره شمالی و کره جنوبی.
در ماه مه ۱۹۵۴، ویت مین، ارتش ملی‌گرای کمونیست، نیروهای فرانسه را در نبرد دین بین فو شکست داد و کنترل قسمتی را که شد ویتنام شمالی به دست گرفت. این باعث شد فرانسه به‌طور کلی از آن منطقه که آن زمان به عنوان هندوچین فرانسه مشهور بود عقب‌نشینی کند، فرایندی که آن‌ها پیش‌تر آن را آغاز کرده بودند. از آن زمان مناطق به چهار کشور غیر مستقل تقسیم شد (ویتنام شمالی، ویتنام جنوبی، کامبوج و لائوس) که پس از توافق‌نامه‌ای بود که در نشست کنفرانس ۱۹۵۴(۱۳۳۳) ژنو برای پایان دادن به اولین جنگ هندوچین بسته شده بود.
در پاسخ به سؤال یک روزنامه‌نگار دربارهٔ هندوچین در یک کنفرانس خبری در ۷ آوریل ۱۹۵۴، رئیس‌جمهور آیزنهاور اولین کسی بود که به کشورهای در خطر تصاحب کمونیستی به عنوان مهره‌های بازی دومینو اشاره کرد، هر چند او اصطلاح «تئوری دومینو» را به کار نبرد. اگر کمونیست‌ها موفق به تصاحب کردن کل هندوچین می‌شدند، آن وقت گروه‌های محلی، پشتیبانی، عامل تشویق و نیروی محرکه برای تصاحب برمه (بورما یا میانمار)، تایلند، مالایا و اندونزی را داشتند؛ همه این کشورها در آن زمان، تحرکات و شورشیان کمونیستی عمومی گسترده‌ای داخل مرزهایشان داشتند.
این می‌توانست یک آوانتاژ و موقعیت استراتژیکی اقتصادی و جغرافیایی به آن‌ها بدهد، و ژاپن، تایوان، فیلیپین، استرالیا، و نیوزیلند جبهه مقاومت تدافعی می‌شدند. از دست دادن مناطق تجاری حیاتی کشورهایی مثل ژاپن، دیگر کشورهای خط مقدم را به صورت سیاسی تشویق به تسلیم شدن در برابر کمونیسم می‌کند.
تئوری دومینوی ۱۹۵۴ آیزنهاور شرحی ویژه از وضعیت و شرایط داخلی جنوب شرقی آسیا در آن زمان بود، و او یک تئوری دومینوی سراسری شده را آنچنان که دیگران مطرح می‌کردند پیشنهاد نمی‌کرد.
جان اف کندی در اوائل دهه ۱۹۶۰ برای حفظ ویتنام از سقوط (که دومینو یکی از دلایل بود) مداخله کرد. زمانی که کندی به قدرت رسید نگرانی بر سر این بود که پاتت لائو در لائوس با پایگاه‌هایش ویت کنگ‌ها را تأمین می‌کرد و آن‌ها نهایتاً توانستند لائوس را تصاحب کنند.

## استدلال‌های مدافع تئوری دومینو
استدلال عمده و اساسی برای تئوری دومینو گسترش فرمانروایی کمونیست در سه کشور جنوب شرقی آسیا در ۱۹۷۵ به دنبال تصاحب کمونیستی ویتنام می‌باشد: ویتنام جنوبی (توسط ویت کنگ)، لائوس (توسط پثت لائو)، و کامبوج (توسط خمرهای سرخ).
ممکن است بیشتر استدلال شود که کمپین‌های کمونیستی در جنوب شرقی آسیا پیش از گرفتن ویتنام در دهه ۱۹۵۰ موفق نبودند. با توجه به عملیات اضطراری مالایایی شورشیان هاکبالاهاپ در فیلیپین، و افزایش فعالیت کمونیست‌ها به واسطه احمد سوکارنو (اولین رئیس‌جمهور اندونزی) از اواخر دهه ۱۹۵۰ تا زمانی که او در ۱۹۶۵ عزل شد، همه اینها تلاش‌های ناموفق کمونیستی برای تصاحب کشورهای جنوب شرقی آسیا بودند، که زمانی که نیروهای کمونیستی متمرکز در جنگ ویتنام بودند، متوقف شدند.
والت وایتمن رستو و لی کوآن یو (اولین نخست‌وزیر جمهوری سنگاپور) بر این باورند که دخالت آمریکا در هندوچین، بواسطه فرصتی که به انجمن ملل آسیای جنوب شرقی برای متحد شدن و رشد اقتصادی داد باعث جلوگیری از تأثیرات گسترده نتیجه دومینو شد. مک جورج باندی می‌گوید برخلاف اینکه در دهه ۱۹۵۰ و اوائل دهه ۱۹۶۰ شانس پیشرفت دومینو بالا بود، در ۱۹۶۵ ضعیف شده بود زمانی که حزب کمونیست اندوزی نابود شد. هر چند حامیان نهایتاً معتقدند که تلاش‌ها در مدت زمان اجرای سیاست بازدارنده (یعنی تئوری دومینو)، نهایتاً موجب مرگ اتحاد شوروی و پایان جنگ سرد شد.
برخی حامیان تئوری دومینو به تاریخ دولت‌های کمونیستی اشاره می‌کنند که کمک‌های تدارکاتی به انقلاب‌های کمونیستی در کشورهای همسایه می‌کردند. برای نمونه، چین، ارتش ویتنامی شمالی یعنی ویت مین را با سربازان و تدارکات تأمین کرد، و اتحاد شوروی آن‌ها را با تانک‌ها و سلاح‌های سنگین. حقیقت این است که پثت لائو و خمرهای سرخ هر دو در اصل قسمتی از ویت مین بودند، نه به بخاطر حمایت هانوی از دو طرف در اتحاد با ویت کنگ، بلکه به خاطر باور به تئوری. اتحاد شوروی همچنین سوکارنو را به شدت با تدارکات نظامی و مشاورانش از زمان دموکراسی هدایت‌شده در اندونزی تأمین می‌کرد، به ویژه در طول جنگ داخلی ۱۹۵۸ در سوماترا و پس از آن.
زبان‌شناس و تئوریست سیاسی نوآم چامسکی معتقد است که تئوری دومینو تقریباً صحیح بود، هر چند او یک رویکرد مثبت تر نسبت به تهدید دارد، می‌نویسد که تحرکات کمونیستی و سوسیالیستی در کشورهای فقیرتر عامه پسند شده بودند چون آن‌ها با گرفتن قدرت، بهبودهای اقتصادی برای آن کشورها به همراه آورده بودند. به همین دلیل، او نوشت، ایالات متحده در شیلی، ویتنام، نیکاراگوئه، لائوس، گرانادا، ال سالوادور، گواتمالا و غیره تلاش‌های بسیاری را برای متوقف کردن اصطلاحاً "حرکت‌های مردمی" به کار بست. «هرچه کشور ضعیف تر و فقیر تر باشد به عنوان یک الگو خطر بیشتری دارد. اگر یک کشور کوچک فقیر مثل گرانادا بتواند در به همراه آوردن یک زندگی حدوداً بهتر برای مردمش موفق شود، کشورهای دیگر که منابع بیشتری دارند از خود خواهند پرسید، "چرا ما این‌گونه نباشیم؟"» چامسکی به این موضوع به عنوان "خطر تهدیدآمیز یک الگوی خوب" اشاره می‌کند.

## استدلال‌های مخالف تئوری دومینو
استدلال عمده و اساسی در مقابل تئوری دومینو شکست کمونیسم در نگه داشتن تایلند، اندونزی و دیگر کشورهای بزرگ آسیای جنوب شرقی پس از پایان جنگ ویتنام است، که می‌توانست همانطوری باشد که سخنرانی آیزنهاور هشدار داده بود. هرچند، حامیان این سیاست استدلال می‌کنند که این به دلیل قسمتی از تأثیرات جنگ‌های کره و ویتنام بوده‌است.
منتقدین تئوری ادعا می‌کنند که جنگ‌های هندوچین به صورت گسترده با ریشه‌ای بومی یا ملی بوده‌اند (همچون ویتنام که فرانسوی‌ها را بیرون راند)، و اینکه هیچ گونه نیروی یکپارچه‌ای به عنوان «کمونیسم جهانی» وجود نداشت. شکست ایالات کمونیستی قبلاً هم بوده‌است، جدی‌ترین آن‌ها رقابت بین اتحاد شوروی و چین بود، که به عنوان شکاف چینی-شوروی شناخته شده‌است و در دهه ۱۹۵۰ شروع شد.
در واقع، ویتنام و کامبوج از همان آغاز در تضاد بودند. رقابت بین چین و اتحاد جماهیر شوروی می‌تواند کشمکش بدتری بین آن‌ها داشته باشد، از آنجایی که ویتنام خودش را با جماهیر شوروی متحد کرده بود و کامبوج با چین، اما ملی‌گرایی و بحث و رایزنی اراضی عوامل مهمتری بودند. اختلافات مرزی، بیشتر در قالب قتل‌عام‌های روستائیان ویتنامی که توسط خمرهای سرخ انجام شد در طول چهار سال آغازین قدرت گرفتن آن‌ها به صورت مکرر رخ داد، و در نهایت به جنگ ویتنام و کامبوج سال‌های ۱۹۷۸–۱۹۷۹ ختم شد، وقتی که ویتنام خمرهای سرخ را سرنگون کرد و قدرت کامبوج را بدست گرفت. این به نوبه خود باعث شد چین (جمهوری خلق) را ترغیب به حمله به ویتنام در سال ۱۹۷۹ کند یا جنگ چین و ویتنام، و ایالات متحده و پشتیبانی تایلندی از خمر سرخ، کسی که کمونیسم را انکار کرد و به جنگ به عنوان یک نیروی شبه نظامی در برابر دولت پشتیبانی شده ویتنامی تا اواسط دهه ۱۹۹۰ ادامه داد.
در بخش‌هایی از کامبوج و لائوس، تصویب کمونیسم به صورت مستقیم منسوب به جنگ ویتنام بود، که از سراسر مرزهای ویتنام به این کشورها انتشار یافته بود، و منسوب به جاه طلبی منطقه‌ای سیاسی ویتنام، که شامل سازماندهی مستقیم حزب‌های کمونیست در دو کشور می‌شد. سقوط لائوس به خاطر تهاجمات مکرر و بلافاصله ویتنام و ناتوانی ارتش لائوس برای دفاع از آن کشور حتمی بود. سقوط کامبوج دلایل پیچیده تری داشت اما سرانجام، عاقبت آن کشور هم به جنگ ویتنام کشیده شد، اول بواسطه ویت کنگ، کسی که پایگاه‌های آن کشور را اداره می‌کرد و از آن کشور به عنوان قسمتی حامی و دنباله رو هو چی مین استفاده کرد، و سپس بواسطه حمله همه‌جانبه ارتش خلق ویتنام (ان‌وی‌ای)، در اتحاد با خمر سرخ، علیه جمهوری لن نل طرفدار آمریکا. نیروهای ویتنام جنوبی و آمریکا زمانی که به کامبوج حمله کرده و به منظور ریشه کن کردن آن پایگاه‌ها، به صورت سنگین آنجا را بمباران کردند، به گسترش جنگ کمک کردند. مخالفان همچنین استدلالشان این است که تئوری دومینو ماهیت واقعی جهان دربارهٔ گسترش همه‌جانبه و رو به رشد مخالفان مدنی را تحریف کرد. به دلیل فساد اداری مستحکم و سوءاستفاده از حقوق بشر رژیم‌های پشتیبانی شده توسط آمریکا در این کشورها شکل گرفته بودند، به ویژه در ویتنام جنوبی. در رژیم سوم روسیه که مجبور به به هم پیوستن به دلایل نظامی بود تئوری دومینو هیچ گونه نفوذی نکرد که باعث یک شورش دموکراتیک شود.

## به کار بسته شدن کمونیسم خارج از منطقه جنوب شرقی آسیا
مایکل لیند گفته‌است با وجود اینکه تئوری دومینو به صورت منطقه‌ای شکست خورد، اما یک موج جهانی ایجاد شد، همان‌طور رژیم‌های کمونیستی یا مارکسیستی لنینی در بنین، اتیوپی، گینه بیسائو، ماداگاسکار، کیپ ورد، موزامبیک، آنگولا، افغانستان، گرنادا و نیکاراگوئه در طول دهه ۱۹۷۰ به قدرت رسیدند. تفسیر جهانی از ویژگی دومینو به شدت به تفسیر «پرستیژ» تئوری اتکا می‌کند، بدین معنا که موفقیت انقلاب‌های کمونیستی در برخی کشورها، با وجود اینکه از نیروهای انقلابی در کشورهای دیگر حمایت مادی و واقعی نکرد، اما به آن‌ها روحیه و حمایت سمبولیک بخشید.
در این راستا، انقلابی آرژانتینی، چه گوارا یک مقاله نوشت، "پیام به تریکانتیننتال"، در ۱۹۶۷، که در آن به فراخوانی «دو، سه، … و بسیاری از ویتنامی‌ها» از سراسر جهان پرداخت. تاریخ‌شناس مکس بوت می‌نویسد، «در اواخر دهه ۱۹۷۰، دشمنان آمریکا قدرت را در کشورهایی از موزامبیک تا ایران تا نیکاراگوئه تصرف کردند. گروگان‌های آمریکایی روی عرشه کشتی اس اس مایاگز کامبوج و بار دیگر در تهران ربوده شدند. ارتش سرخ به افغانستان حمله کرد. هیچ ارتباط شفافی با جنگ ویتنام وجود ندارد اما شکی نیست که شکست یک ابرقدرت دشمنان ما را به حرکت‌های تجاوز گرانه‌ای تشویق کرد که در غیر این صورت آن‌ها از آن دوری می‌کردند.»
به علاوه، این تئوری می‌تواند بواسطه رویدادهای تروریستی گروه‌های جناح چب در اروپای غربی تقویت شود، که بودجه این بخش بین دهه ۱۹۶۰(۱۳۳۹) تا ۱۹۸۰(۱۳۵۹) توسط دولت‌های کمونیستی تأمین شد. این موضوع در ایتالیا، شامل ربوده شدن و قتل نخست‌وزیر سابق ایتالیایی آلدو مورو، و ربوده شدن تیمسار سرتیپ ایالات متحده جیمز ال دوزیر توسط افراد بریگاد سرخ می‌شد.
در آلمان غربی، این موضوع شامل حرکت‌های تروریستی فراکسیون ارتش سرخ می‌شد. در خاور دور ارتش سرخ ژاپن تحرکات مشابهی داشتند. چهار شاخه، همچون بقیه بقیه شاخه‌ها که با تروریست‌های مختلف فلسطینی و عرب کار کردند، مشابه بریگادهای سرخ، توسط بلوک شوروی حمایت شده بودند.
در ۱۹۷۷ در مصاحبه فراست و نیکسون، ریچارد نیکسون از تلاش آمریکا در برهم زدن ثبات رژیم سالوادور آلنده (سیاستمدار مارکسیست از بنیان‌گذاران حزب سوسیالیست شیلی) در شیلی در سرزمین‌های تئوری دومینو حمایت کرد. او با قرض کردن استعاره‌ای که قبلاً شنیده بود گفت یک شیلی کومونیست و کوبا یک «ساندویچ سرخ» را ساخته‌اند که می‌تواند آمریکای لاتین را بین آن‌ها به دام بیندازد. در دهه ۱۹۸۰(۱۳۵۹)، تئوری دومینو دوباره برای توجیه مداخلات مدیریتی ریگان در آمریکای مرکزی و منطقه دریای کارائیب(تهاجم آمریکا به گرانادا) مورد استفاده قرار گرفت.
ایان اسمیت نخست‌وزیر سابق رودزیا (در آفریقای جنوبی)، در خاطراتش، رشد موفق استبداد دولت‌های جناح چپ در آفریقای سیاه در طول دوران استقلال کشورهای مستعمراتی را با عنوان «تاکتیک دومینوی کمونیست‌ها» "the communists' domino tactic" شرح می‌دهد. تأسیس دولت‌های طرفدار کمونیست در تانزانیا (۱۹۶۱–۶۴) و زامبیا(۱۹۶۴) و دولت‌های به وضوح مارکسیست لنینی در آنگولا(۱۹۷۵)، موزامبیک(۱۹۷۵) و در نهایت خود رودزیا (در ۱۹۸۰) توسط سمیت به عنوان گواه «تصاحب‌های حیله گرانه و پر توطئه امپریالیسم (امپراتور گستری) شوروی در پایین قاره آفریقا.» ذکر می‌کند.

## خاورمیانه و ایران

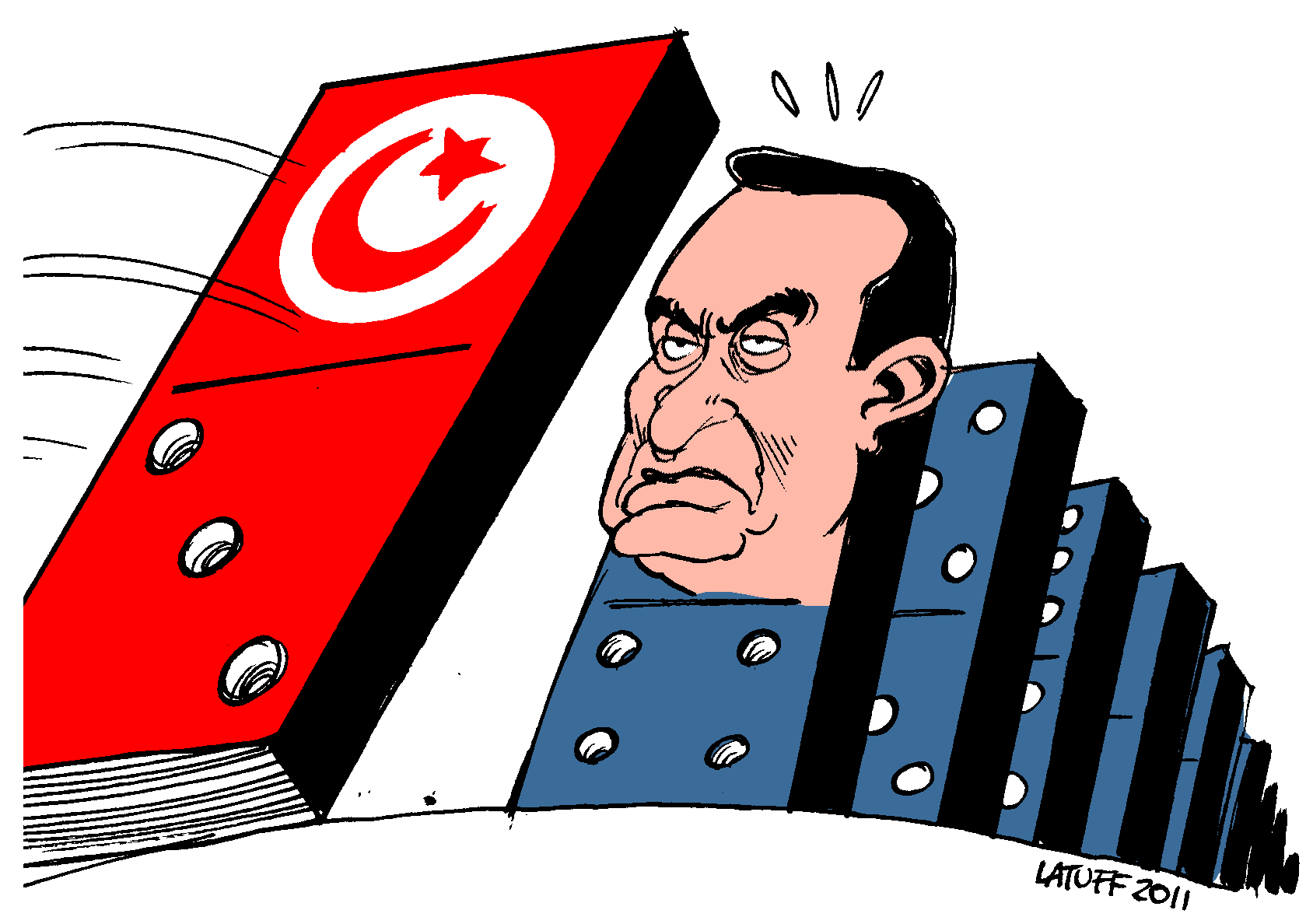
کاریکاتور سیاسی اثر کارلوس لاتوف که اجرا کردن تئوری دومینو برای بهار عربی را نمایش می‌دهد

تئوری دومینو در خاورمیانه و ایران به دلیل پتانسیل‌های متنوع انقلابی با جزئیات و پیچیدگی‌های خاصی همراه است از جمله اختلافات مذهبی و دینی و گاه کمونیستی گاهی در کنار مذهب و گاهی مقابل آن، همچنین وجود کشورهای نفت خیزی که همواره از نظر پیشرفت فناوری و تولید و توان نظامی از کشورهای غربی و روسیه بسیار ضعیف تر بوده‌اند و دربارهٔ نفت صادراتی، بر سر قیمت رقابت می‌کرده‌اند.

### کودتای ۲۸ مرداد
از دیدگاه سی آی ای، کودتای ۲۸ مرداد ۱۳۳۲ در پی روابط دکتر محمد مصدق با حزب توده یا حداقل مقابله ضعیف او در برابر رشد کمونیسم رخ داد (ببینید کودتای ۲۸ مرداد و مقاله انگلیسی). که از دیدگاه داخل ایران طی سال‌های ۱۳۲۰ تا ۱۳۳۲ ایران بازترین فضای سیاسی را به خود دید (ببینید انقلاب ۱۳۵۷ ایران). دکتر محمد مصدق در روزهای پایانی عمرش گفت «کمونیسم را بهانه کرده‌اند که نفت ما را ۱۰۰ سال دیگر هم غارت کنند». در دیدگاه یرواند آبراهامیان در مصاحبه ۲۶ اوت ۲۰۱۳: هرچند ترس از کمونیسم و حزب توده می‌توانست عامل محرک در کودتای ۲۸ مرداد باشد و برخی منابع غربی حتی طرفدار مصدق پیشنهاد غرب به مصدق دربارهٔ صنعت نفت را منصفانه عنوان کرده‌اند اما از نظر آبراهامیان پیشنهاد منصفانه‌ای وجود نداشته‌است. هرچند غرب با اصل ملی شدن صنعت نفت موافق بوده‌است اما در جزئیات امر، غرب می‌خواست که کنترل صنعت نفت در اختیار شرکت نفت ایران و انگلیس یا یک کنسرسیوم باشد با این عنوان که با واگذاری حاکمیت نفت به ایران موافق بودند اما نه با واگذاری امور اجرایی به ایران. آبراهامیان خطر کمونیسم در ایران در سال ۱۳۳۲ را تا ۱۰ یا ۲۰ سال بعد از آن تخمین می‌زند که البته با غائله کمونیستی آذربایجان در سال ۱۳۲۵ متناقض است. محمد رضا پهلوی در خاطراتش در کتاب پاسخ به تاریخ می‌گوید مصدق بدبین بوده‌است (بیشتر به غرب) و مانع صادرات و فروش نفت شده بود که باعث تورم شدید می‌شد و انگلیس نفت خود را از کویت با قیمتی ارزانتر تأمین می‌کرد.

### نمونه‌های دیگر
مرزهای اطراف شوروی و کشورهایی که سیاست مشابه دارند یعنی پیشروی سیاسی مرزها به صورت دومینو (برخلاف ارسال مستقیم نیروهای نظامی)، همواره برای غرب مهم بوده‌است. موضوع الحاق کریمه (پیرو بحران ۲۰۱۴ اوکراین) که به جدا شدن جمهوری خودمختار کریمه ختم شد گواه این موضوع در اوکراین بود. غائله کمونیستی آذربایجان (جمهوری خلق آذربایجان)؛ اما مداخله مستقیم دولت‌های غربی و مداخله غیر مستقیم شوروی در بازار سیاه قاچاق سلاح پس از جنگ سرد یک موضوع واضح بوده‌است که در فیلم ارباب جنگ نیز به خوبی بر اساس واقعیت به تصویر کشیده شد.

### اتهام‌های فعالان کمونیست به شخصیت‌های ایرانی
طی اکتبر و نوامبر سال ۲۰۱۴ هم‌زمان با جنگ روسیه و اوکراین برخی از فعالان سیاسی کمونیست همچون آذر ماجدی و مینا احدی اتهام‌های بی‌اساس سنگینی را به برخی از هنرمندان و فعالان اجتماعی سیاسی ایرانی همچون شیرین عبادی، مانا نیستانی و کوهیار گودرزی وارد کردند. بسیاری از این اتهام‌ها روی صفحه فیسبوک و وبگاه سپیده‌دم نیز منتشر شدند که عکس‌العمل ستاد مبارزه با چرندیات (گمانه) و کاریکاتوری از مانا نیستانی با عنوان «زیر تیغ همدیگر…» را در پی داشت.

### تأثیر شوروی بر انقلاب ۱۳۵۷
در مناظره ۲۱ اکتبر ۱۹۸۴ بین رئیس‌جمهور رونالد ریگان و نائب رئیس‌جمهور سابق(۴۲مین) والتر اف ماندیل در کانزاس میزوری، مورتون کاندرک ویراستار اجرایی مجله هفتگی جمهوری جدید می‌پرسد:
سوالی دربارهٔ مذاکرات تان با دوستان دارم، شما از رئیس‌جمهور کارتر برای کمک کردن به براندازی دو دیکتاتور دوست که با ملت‌هایشان دچار مشکل شده بودند به سختی انتقاد کردید یکی شاه ایران و دیگری رئیس‌جمهور سوموزا از نیکاراگوئه. و اکنون رهبران دیگری مشکل ساز شده‌اند شامل رئیس‌جمهور پینوشه از شیلی و رئیس‌جمهور مارکوس از فیلیپین. برای پیشگیری از اینکه فیلیپین یک نیکاراگوئه دیگر شود چه کاری باید انجام دهید، و چه می‌توانید انجام دهید؟
و ریگان در پاسخ می‌گوید:
من از رئیس‌جمهور به خاطر اینکه چیزی را ارزان فروختیم که برای ما یک هم پیمان قدرتمند بود انتقاد کردم یعنی شاه ایران؛ و من کاملاً متقاعد نشدم که او تا این حد از خط مردمش دور بوده باشد یا اینکه آن‌ها چیزی را که رخ داد خواسته باشند. شاه پیشنهاد ما را انجام داده بود و بار سنگین وظیفه ما را برای یک دوره زمانی کامل ادامه داده بود، و من واقعاً فکر می‌کنم این که ما اجازه دادیم تا شاه سقوط کند یک لکه و نقطه تاریک در رکورد ما بود. آیا اوضاع بهتر شده‌است؟ شاه، آنچه او می‌توانست انجام داده باشد، داشت مسکن و زندگی را کم هزینه می‌کرد، سرزمین را از ملاها پاک می‌کرد و آن را در بین رعیت‌ها تقسیم می‌کرد تا مالک باشند-چیزهایی از این قبیل. اما ما آن را با یک شخص دیوانه وار متعصب تعویض کردیم با کسی که هزاران هزار نفر از مردم را کشت، منظورم اعدام هاست.
این نقطه تاریک به عنوان انتقاد در کنار مسئله افغانستان در دسامبر ۱۹۷۹ و موضوع جنگ سرد جدید با اتحاد شوروی در کارنامه جیمی کارتر در شرح جایزه صلح نوبل او یادآوری شد و همچنین در شبکه‌های خبری انتشار یافت. جزیره ثبات یکی از مباحث پیرامون این موضوع بود. جیمی کارتر در مصاحبه‌های تلویزیونی خود گفته بود که او خمینی را شبیه گاندی تصور کرده بود حرفی که سفیر کارتر ویلیام سالیوان و جیمز بیل مشاور او نیز عنوان کردند. فرح پهلوی در مصاحبه با من و تو این استدلال کارتر را مردود دانست. دیدگاه‌های غیر مذهبی مارکسیسیتی کمونیسم، روحانیت را بخشی از هرم تبعیض طبقاتی نظام‌های سرمایه‌داری اصلاح‌نشده کهن و فئودالیست (ارباب‌سالاری) می‌داند از این رو رویکرد روحانیت به کمونیسم یک دیدگاه منفی بوده‌است که این موضوع در کنار سیاست کارتر برای حمایت از خمینی قرار می‌گیرد.
از عواملی که می‌توانستند مشوق غرب برای مداخله و کمک به انقلاب ایران باشند:
- فعالیت‌های مکرر تروریستی یا انقلابی قدیمی مانند ماجرای ترور ناموفق شاه توسط ناصر فخرآرایی در ۴ فوریه ۱۹۴۹ (ببینید مجلس مؤسسان دوم ایران)، واقعه سیاهکل و غائله آذربایجان، و نگرانی آمریکا از رشد کمونیسم در ایران و سیاست دومینوی شوروی.
- هم‌زمان تشکیل حزب رستاخیز در سال ۱۳۵۳ و فشار بر بازار و ضعیف شدن وجهه شاه در بین مردم.
- قیمت بالای نفت ایران و اوپک در شرایط بحران اقتصادی اروپا هم‌زمان با خطر کمونیسم. کشورهایی چون انگلیس و فرانسه مایل به کنترل امور اجرایی صنعت نفت ایران بودند. به دلیل بحران اقتصادی ۱۲ کشور از جمله انگلیس و فرانسه از ایران وام دریافت کرده بودند و ایران اقدام به سرمایه‌گذاری در کشورهای اروپایی و آمریکایی کرد همچون شرکت فولاد کروپ آلمان غربی و هواپیمایی پان امریکن.[۴۵]

پیش از انقلاب ۱۳۵۷ گوش دادن به رادیوهای خبری انگلیسی در ایران ممنوع بودند و فعالیت سیاسی-مذهبی خمینی با وجود تبعید از فرانسه ادامه داشت. سال‌ها بعد فرانسه همان کشوری بود که از ابوالحسن بنی صدر همراه نزدیک خمینی محافظت کرد. محمدرضا پهلوی در مصاحبه‌های خود پس از انقلاب گفت مدیریت و هزینه تبلیغات گستردهٔ انقلابی که رخ داد نمی‌توانست کار یک نفر به تنهایی باشد.

### خاورمیانه
برخی از تحلیل گران سیاست خارجی در ایالات متحده به پتانسیل گسترش هر دو نظام تئوکراسی (یا حاکمیت دینی) و دموکراسی آزادی‌خواهی لیبرال در خاورمیانه به عنوان دو حالت ممکن و متفاوت از تئوری دومینو اشاره کرده‌اند. در طول جنگ ایران و عراق، ایالات متحده و دیگر ملت‌های غربی از ترس گسترش رادیکال تئوکراسی دینی در سراسر منطقه، از رژیم عربی سوسیالیستی بعث عراق حمایت کردند که شامل حمایت اطلاعاتی آمریکا از عراق در بمب باران‌های شیمیایی ایران نیز می‌شد. (ببینید جنگ ایران و عراق) در اشغال عراق در سال ۲۰۰۳ برخی نو محافظه کاران آمریکا بر سر این بحث کردند که وقتی یک دولت دموکراتیک در خاورمیانه ایجاد شود، به گسترش دموکراسی (مردم سالاری) و لیبرالیسم (آزادی‌خواهی) در سراسر خاورمیانه کمک می‌کند. به این موضوع به عنوان «تئوری دومینوی معکوس» "reverse domino theory." اشاره شده‌است زیرا تأثیرات آن توسط کشورهای دموکرات غربی مثبت ارزیابی شده‌است و نه منفی.

### ویژگی دومینو
- استقرای ریاضی
- شیب لغزنده
- ویژگی گلوله برف
- واکنش زنجیره‌ای
- ویژگی دومینو